# Tell Khaznah
Tal Khazneh (tiếng Ả Rập: تل خزنة) là một ngôi làng Syria nằm ở phó huyện Salamiyah thuộc huyện Salamiyah, Hama. Theo Cục Thống kê Trung ương Syria (CBS), Tal Khazneh có dân số 1252 trong cuộc điều tra dân số năm 2004.